# Тылан (озеро)
Тылан — озеро в Таймырском Долгано-Ненецком районе Красноярского края России.
Расположено в южной части полуострова Таймыр, примерно в 12 км от левого берега реки Хета.
Берега озера в основном покрыты травянистой растительностью, у юго-восточного и северо-западного побережья к озеру вплотную примыкает хвойный лес.
С севера в озеро глубоко вдаётся полуостров, относительно слабо заболоченный. Бо́льшая часть западного берега представляет собой болото с участками открытой воды.
Реки в озеро не впадают. На востоке вытекает небольшой заболоченный ручей, соединяющийся с соседним озером. В свою очередь из того озера вытекает ручей, который сливаясь с другими образует реку Эбенки, являющуюся левым притоком реки Хета.
Слева от вытекающего ручья расположена возвышенность конусообразной формы диаметром около двухсот метров.
Бассейн Тылана на северо-западе граничит с бассейном безымянного озера бассейна Алексеи, берущей начало из озера Алексея.
Климат полярный.
Населённые пункты и дороги поблизости отсутствуют. Ближайшие крупные озёра: Куолколах, Эрге-Чуостах.